# El nacimiento del dragón
Birth of the Dragon (en español, El nacimiento del dragón) es una película de artes marciales de 2016 dirigida por George Nolfi y escrita por Christopher Wilkinson y Stephen J. Rivele. Esta producción entre Estados Unidos y China fue protagonizada por Philip Ng, Xia Yu y Billy Magnussen. Es un relato ficticio sobre la juventud del artista marcial Bruce Lee, quien desafió al maestro de kung fu Wong Jack-man en 1965 en San Francisco, aunque se centra fundamentalmente en la historia del personaje ficticio Steve McKee.
El rodaje dio inicio en Vancouver, Canadá el 17 de noviembre de 2015. Fue exhibida en la sección de presentaciones especiales en el Festival Internacional de Cine de Toronto en 2016 y fue estrenada en cines el 25 de agosto de 2017 por las compañías Blumhouse Productions y WWE Studios.

## Sinopsis
En 1964, un joven Bruce Lee (Philip Ng) administra una academia de Kung Fu en San Francisco, que se especializa en el arte marcial chino Wing Chun. Lee se preocupa por sus estudiantes, brinda consejos, desempeña funciones adicionales en sus próximos proyectos y los defiende de las pandillas del barrio chino. Allí traba una fuerte amistad con Steve McKee, un blanco que ingresa en su academia. Mientras tanto, el maestro Wong Jack-man (Xia Yu) viaja desde China hasta los Estados Unidos para observar la escena del kung fu en el país americano. Lee empieza a preocuparse por la presencia de Man, pensando que sería castigado por enseñar kung fu a los blancos. Para solucionar este pleito, Lee y Man deciden organizar una pelea en un almacén frente a doce testigos.

## Reparto
- Philip Ng es Bruce Lee, fundador del estilo Jeet Kune Do.[4]
- Xia Yu es Wong Jack-man, reconocido maestro de Kung Fu.[4]
- Jin Xing es la tía Blossom.[4]
- Billy Magnussen es Steve McKee, estudiante en la academia de Bruce Lee.[4]
- Jingjing Qu es Xiulan, interés sentimental de McKee.[4]
- Simon Yin es Vinnie Wei.
- Ron Yuan es Tony Yu.

## Recepción
En Rotten Tomatoes la película cuenta con un índice aprobatorio del 26 % basado en 46 reseñas, con un rating promedio de 4.3/10. En Metacritic tiene una puntuación de 35 sobre 100, basado en reseñas de 13 críticos, indicando «reseñas generalmente desfavorables».
Scott Tafoya de Roger Ebert fue crítico con la cinta, afirmando: «¿Cómo es posible que en pleno siglo XXI se haga una película como esta, que rebaja a Bruce Lee al estatus de personaje secundario en medio de un aburrido romance? Hay libros enteros e innumerables artículos sobre la pelea entre Wong Jack-man y Bruce Lee, y esta película inventa cosas al por mayor para cubrir su tiempo de duración. ¿Por qué? ¿Quién se preocuparía por un personaje ficticio y secundario como Steve McKee y su búsqueda por salvar un interés amoroso con alguien igualmente ficticio?». Andrew Parker, crítico de The Globe and Mail, le dio igualmente una reseña negativa al filme, comentando: «En realidad se trata de un actor y luchador blanco que le pide a los expertos de las artes marciales que lo ayuden a liberar a una chica de la esclavitud sexual china controlada por la mafia».
Tanto la crítica especializada como la audiencia general ha acusado a la película de rebajar el estatus de Bruce Lee, afirmando que la película se enfoca injustamente en un personaje ficticio blanco, Steve McKee, quien se presenta como el amigo de Lee. También se ha criticado el hecho de que la película haya sido anunciada basándose en «una historia real», ya que el personaje principal es ficticio. Shannon, hija de Bruce Lee, afirmó que la película «carece de una comprensión completa de la filosofía y el arte de su padre» y que sus productores «no captaron la esencia de sus creencias en las artes marciales o la narración de historias». Finalmente afirmó que para hacer una película se debería generar material propio para evitar la tergiversación.